# Antisemitismul în România
Antisemitismul în România este un fenomen documentat din secolul al XIX-lea. În anii '30 a avut loc o resurgență a antisemitismului, în paralel cu intensificarea mișcărilor politice extremiste de dreapta, în special Mișcarea legionară. La sfârșitul deceniului au fost legiferate norme cu caracter antisemit, sub Guvernul Octavian Goga. În timpul celui de-al Doilea Război Mondial au avut loc pogromuri împotriva populației evreiești. În timpul perioadei comuniste, antisemitismul a fost o temă tabuizată, fiind dezbătută public abia după Revoluția din 1989. În 2004, statul român a adoptat ca document oficial Raportul Elie Wiesel.

## După 1989

#### Antisemitismul și negaționismul
Profesorul Gheorghe Buzatu a publicat cartea elevului său, deputatul PRM Vlad Hogea, Naționalistul, o culegere de articole care apăruseră în revista „România Mare”, printre care „Care Holocaust?”, „Acești evrei care ne conduc viața” etc. România de după 1989 văzuse inundarea librăriilor cu scrieri virulent xenofobe, antisemite, naziste și neonaziste, ca „Mein Kampf”, „Protocoalele înțelepților Sionului” etc., deci Naționalistul ar fi putut trece neobservat dacă Buzatu nu s-ar fi folosit de o stratagemă: pentru a amplifica provocarea, el a  tipărit cartea lui Hogea la o editură a unui institut ieșean aflat sub auspiciile Academiei Române. Scandalul s-a declanșat odată cu lansarea cărții la sediul PRM din București (vezi: Jurnalul Național, 25 august 2001). Președintele Academiei, prof. Eugen Simion, a declarat că nu știuse nimic și că nu aprobase editarea cărții. Procuratura a demarat o anchetă pentru publicarea de texte antisemite, antimaghiare și xenofobe. Prefectul de Iași, Corneliu Rusu-Banu, a interzis comercializarea cărții în librăriile din județ.. La protestele liderilor maghiari, romi și evrei, „România Mare” (24 august 2001) a publicat, ca replică, un articol lung care începea cu fraza: „Față de încercările sioniste de a pedepsi Academia Română pentru publicarea „Naționalistului” atragem atenția Mafiei evreiești: Lăsați România în pace!...”. Ulterior, Corneliu Vadim Tudor și Vlad Hogea au negat că ar fi fost xenofobi sau antisemiți
Toată această propagandă antisemită, lipsită de substrat într-o țară golită de evrei, ar fi putut fi considerată inutilă dacă se face abstracție de doi vectori care o acționează:
1. Dintre toate marile proiecte asumate de Antonescu și colaboratorii săi, singurul care a avut o anumită reușită - din punctul lor de vedere - a fost purificarea etnică, Holocaustul.
2. Recunoașterea oficială a Holocaustului românesc incumbă obligația statului român de a despăgubi victimele și urmașii și de a retroceda averile evreiești jefuite, aflate deopotrivă în patrimoniul statului și în sectorul privat din România.

Acest al doilea motiv a ridicat negarea Holocaustului român, «negaționismul», la nivel de politică de stat. Interesul României de după 1989 de a se integra în NATO și în Uniunea Europeană s-a izbit de refuzul statelor democrate de a se asocia cu o Românie „cu Antonescu pe steag”  Deși documentele din arhivele românești și internaționale, precum și literatura de specialitate au demonstrat indubitabil circumstanțele Holocaustului, președintele României Ion Iliescu și ministrul culturii Răzvan Theodorescu au făcut declarații negaționiste mai subtile sau mai fățișe. Sub titlul ironic „O lecție de istorie de la Palatul Victoria”, ziarul „Curentul” din 2 august 2002 a publicat declarația premierului Adrian Năstase „Mareșalul Antonescu este o parte din istoria României, pe care România trebuie să o accepte sub ambele ei elemente, pozitive și negative"..
Potrivit istoricului Michael Shafir, negaționismul, ascunderea crimelor din Holocaustul local au fost adoptate de aproape toate statele eliberate de comunism într-un fel de „globalizare a falsificării istoriei”.
La sfârșitul lui iunie 2002, Academia Română a organizat un simpozion cu subiectul „Holocaustul și implicațiile sale pentru România”. 
- Profesorul Gheorghe Buzatu (caracterizat de istoricul Randolph Lewis Braham ca „istoric negaționist, deputat din partea PRM și specialist în manipularea opiniei publice”) a ținut o conferință despre „Holocaustul roșu care a produs milioane de victime în toată lumea”, „ca tentativă de diluare a subiectului și de devierea sa în alte direcții”.[8]
- Conferința lui Răzvan Theodorescu a cuprins și declarația că „România nu a avut nimic a face cu Holocaustul, dar, sub regimul lui Antonescu și ca urmare a ocupării teritoriilor de dincolo de Nistru, România a participat la Holocaust. ... Dacă Holocaustul poate fi văzut ca o epocă istorică și o acțiune de exterminare în masă organizată de Germania  în teritoriile ocupate de Germania și de aliații săi, mi se pare că istoria Basarabiei, Bucovinei și a ținutului Herța indrituiește opinia pe care am enunțat-o deja în Parlament: în România nu a avut loc un Holocaust, dar România, prin Guvernul Antonescu, a participat la Holocaust".
- „Politica lui Ion Antonescu din anii 1941-1942 prezintă trăsături specifice țărilor din spațiul Holocaustului: o politică de stat antisemită, ca și deportarea și exterminarea evreilor” - a apreciat istoricul Florin Constantiniu. „Populația evreiască a fost supusă unei politici nemiloase care a urmărit să o îndepărteze din viața publică. Deportările și execuțiile au lovit mai ales pe evreii din Basarabia și Bucovina. În "vechiul regat", Pogromul de la Iași și trenurile morții au fost episoadele cele mai tragice".[9]

La Conferința OSCE de la Viena (19-20 iunie 2003), cu peste 300 de participanți din lume, la nivel de miniștri, secretari de stat, senatori USA, organizații evreiești etc., cu subiectul: „Proliferarea antisemitismului in Europa contemporană”, reprezentanții guvernului român (de rang secundar) au anunțat că România a recunoscut că „între 1940 și 1945 pe teritoriul țării noastre s-au petrecut crime de război...”. Delegații USA, Israelului și diferite delegații ale organizațiilor evreiești au cerut explicații suplimentare cu privire la modul scandalos în care oficialitățile române neagă evidențele istorice.
În „Ziarul de Iași” din 23 iunie 2003, în editorialul Salvarea fecioarei, istoricul Florea Ionicioaia notează: ...„Săptămâna trecută, în presa internațională, a apărut informația halucinantă potrivit căreia guvernul României ar nega Holocaustul, în varianta sa românească. Intervievat de BBC, ministrul culturii, Răzvan Theodorescu, confirma știrea și chiar mai mult își aroga paternitatea ideii. Potrivit acestuia, în România nu a fost vorba de Holocaust (politica de distrugere a minorității evreiești), ci numai de o ticăloșie a unor români care au participat la Holocaust. Opiniile ministrului Theodorescu nu au fost contrazise de nici o oficialitate. Dimpotrivă, imediat, Adrian Năstase l-a susținut cu tărie pe ministrul său, în timp ce Ion Iliescu i-a reproșat numai oportunitatea gestului. Aceasta înseamnă că regimul actual este de acord cu aceste teze. Dintr-o afacere mai ales academică și morală, problema Holocaustului în România redevine o chestiune politică: aceasta ne aruncă dintr-odată cu mai mulți ani înapoi, în vremurile în care cultul mareșalului Antonescu, niciodată respins în mod serios de Ion Iliescu, era aproape un fenomen oficial”...
Declarația lui Răzvan Theodorescu a provocat și o criză diplomatică. Israelul și-a rechemat ambasadorul de la București „pentru discutarea situației”, pe motiv că „negarea Holocaustului în România, prin asemenea declarații guvernamentale, este un fenomen cu rădăcini adânci, care impun o reacție adecvată, pentru a pune România în situația de a-și recunoaște faptele și responsabilitățile”. Avner Shalev, directorul lui Yad Vashem i-a trimis o scrisoare președintelui Iliescu în care i-a propus să desemneze o comisie de istorici „care va putea să clarifice adevărul istoric și să publice faptele relevante cu privire la Holocaust în România.” Reacția lui Iliescu a fost promptă: în mai puțin de trei luni, el a anunțat oficial numirea Comisiei Internaționale pentru Studierea Holocaustului în România, condusă de laureatul premiului Nobel, profesorul Elie Wiesel.
La 11 noiembrie 2004, Comisia a prezentat președintelui Iliescu „Raportul final al Comisiei pentru Studierea Holocaustului în România” care a fost omologat în totalitate și declarat „document de stat”. În 2005, la propunerea președintelui Iliescu, guvernul României a creat Institutul Național pentru Studierea Holocaustului din România „Elie Wiesel”.